# دفتر جنگ
دفتر جنگ (انگلیسی: War Office) یا اداره جنگ در طول تاریخ به چندین سازمان دولتی بریتانیا اشاره داشته است که همگی مربوط به ارتش بوده‌اند. این وزارتخانه، بخشی از دولت بریتانیا بود که مسئولیت اداره ارتش بریتانیا را بین سال‌های ۱۸۵۷ تا ۱۹۶۴ بر عهده داشت و در این زمان وظایف آن به وزارت دفاع جدید منتقل شد. این وزارتخانه در آن زمان معادل ادمیرالتی بود که مسئولیت نیروی دریایی سلطنتی و (بعدها) وزارت هوایی را برعهده داشت که بر نیروی هوایی سلطنتی نظارت داشت.
نام «دفتر جنگ قدیمی» همچنین به محل سابق این وزارتخانه که در تقاطع خیابان هورس گاردز و وایت‌هال در مرکز لندن واقع شده، داده شده است. این ساختمان برجسته در ۱ مارس ۲۰۱۶ توسط دولت بریتانیا با بیش از ۳۵۰ میلیون پوند، با اجاره ۲۵۰ ساله برای تبدیل به یک هتل لوکس و آپارتمان‌های مسکونی فروخته شد.
قبل از سال ۱۸۵۵، «دفتر جنگ» به دفتر وزیر جنگ اشاره داشت. در قرن‌های هفدهم و هجدهم، تعدادی از دفاتر و افراد مستقل، مسئولیت جنبه‌های مختلف اداره ارتش را بر عهده داشتند. مهم‌ترین آنها فرمانده کل قوا، وزیر جنگ و وزیر امور خارجه بودند؛ بیشتر مسئولیت‌های نظامی آنها در سال ۱۷۹۴ به وزیر جدید امور جنگ منتقل شد. سایر افرادی که وظایف تخصصی را انجام می‌دادند، عبارت بودند از: کنترل‌کننده حساب‌های ارتش، هیئت پزشکی ارتش، اداره کمیساریا، هیئت افسران کل، قاضی دادستان کل نیروهای مسلح، کمیسر کل احضار، رئیس کل پرداخت نیروها و (به ویژه در مورد شبه‌نظامیان) وزارت کشور.
اصطلاح وزارت جنگ در ابتدا برای دفتر جداگانه وزیر امور جنگ استفاده می‌شد؛ در سال ۱۸۵۵، دفاتر وزیر جنگ و وزیر امور جنگ با هم ادغام شدند و پس از آن، اصطلاحات دفتر جنگ و وزارت جنگ تا حدودی به جای یکدیگر استفاده شدند.